# 18505 Caravelli
18505 Caravelli là một tiểu hành tinh vành đai chính với cận điểm quỹ đạo là 1.955302 AU. Nó có độ lệch tâm là 0.1258997 và chu kỳ quỹ đạo là 1222.7180193 ngày (3.35 năm).
Cailletet có vận tốc quỹ đạo trung bình là 19.91277769 km/s và độ nghiêng quỹ đạo là 4.17381°.
Nó được phát hiện ngày 9 tháng 8 năm 1996.
Nó được đặt theo tên Vito Caravelli, a professor thuộc Toán học.